# Watts Mills
Watts Mills es un lugar designado por el censo ubicado en el condado de Laurens, en el estado estadounidense de Carolina del Sur. La localidad en el año 2000 tiene una población de 1.479 habitantes en una superficie de 5.9 km², con una densidad poblacional de 249.7 personas por km². Es parte de la Greenville-Mauldin-Easley. La localidad obtuvo su nombre de Watts Mill, una fábrica textil en el centro de la ciudad. La localidad se refiere a veces como Watts Mill, que es la fábrica de tejidos y no el nombre propio.

## Geografía
Watts Mills se encuentra ubicado en las coordenadas 34°30′55″N 81°59′39″O / 34.515305, -81.994227. Según la Oficina del Censo, el pueblo tiene un área total de 5,9 km² (2,3 mi²), de la cual 5,9 km² (2,3 mi²) es tierra y 0 km² (0 mi²) (0.0%) es agua.

### Localidades adyacentes
El siguiente diagrama muestra a las localidades en un radio de 20 kilómetros (12,4 mi) de Watts Mills.

## Demografía
En el 2000 la renta per cápita promedia del hogar era de $25.046, y el ingreso promedio para una familia era de $26.328. El ingreso per cápita para la localidad era de $12.555. En 2000 los hombres tenían un ingreso per cápita de $26.473 contra $15.833 para las mujeres. Alrededor del 25.30% de la población estaba bajo el umbral de pobreza nacional. 